# Bob Watt
Robert McDonald „Bob“ Watt (* 24. Juni 1927 in Innisfail, Alberta; † 11. Mai 2010) war ein kanadischer Eishockeyspieler. Bei den Olympischen Winterspielen 1952 gewann er als Mitglied der kanadischen Nationalmannschaft die Goldmedaille.    

## Karriere
Bob Watt verbrachte seine Karriere im Seniorenbereich bei den Edmonton Mercurys. Mit der Mannschaft repräsentierte er Kanada bei der Weltmeisterschaft 1950 sowie bei den Olympischen Winterspielen 1952. 

### International
Für Kanada nahm Watt an den Olympischen Winterspielen 1952 in Oslo teil, bei denen er mit seiner Mannschaft die Goldmedaille gewann. In acht Spielen erzielte er je drei Tore und drei Vorlagen. Zuvor gewann er mit seiner Mannschaft bereits bei der Weltmeisterschaft 1950 die Goldmedaille. 

## Erfolge und Auszeichnungen
- 1950 Goldmedaille bei der Weltmeisterschaft
- 1952 Goldmedaille bei den Olympischen Winterspielen